# Genyomyrus donnyi
Genyomyrus donnyi là một loài cá trong Họ Cá mũi voi là thành viên duy nhất của chi của nó. Nó chỉ được phát hiện tại trung tâm sông Congo. Nó đạt đến một chiều dài khoảng 45 cm.